# 郑伯克
郑伯克（1909年7月19日—2008年3月5日），原名郑国祥，四川沐川人。中华人民共和国政治人物。

## 生平
郑伯克原名郑国祥，1909年生于四川省屏山县黄丹乡（今沐川县黄丹镇），家境殷实。参加革命期间取《左传》名篇“郑伯克段于鄢”改名郑伯克。
四川大学肄业。1927年，开始参加中国共产党领导的进步活动，1929年8月，加入中国共产主义青年团，先后任中国左翼社会科学家联盟上海江湾区委书记、中国左翼新闻记者联盟常委兼宣传部部长、中国新兴教育工作者联盟沪西区委书记、上海国难教育社总干事等。1935年7月，转为中国共产党党员。1937年后任中共中央东南局秘书、新四军南昌办事处秘书。1938年，任中共四川省工委委员，川康省特委常委兼宣传部部长。1941年，任中共四川省工委书记。1941年6月，调任中共云南省工委书记， 长期领导云南省地下党组织。
1949年，任中共滇桂黔边区党委副书记兼组织部部长。1950年，任中共中央西南局委员，中共云南省委委员、组织部部长、秘书长。1954年，任云南东川地质勘探分队副分队长。1956年，任城市服务部部长助理、党组成员，商业部教育局局长、干校校长。1978年后任中央组织部接谈组成员，中央组织部老干部局局长。1983年，后任中共中央组织部顾问。中央保健委员会副主任等职。是第五届全国政协委员，第六届全国人大常委会委员。2008年3月5日，在北京病逝，享年99岁。